# Labejan
Labejan (en francès Labéjan) és un municipi francès situat al departament del Gers i a la regió d'Occitània.

## Geografia

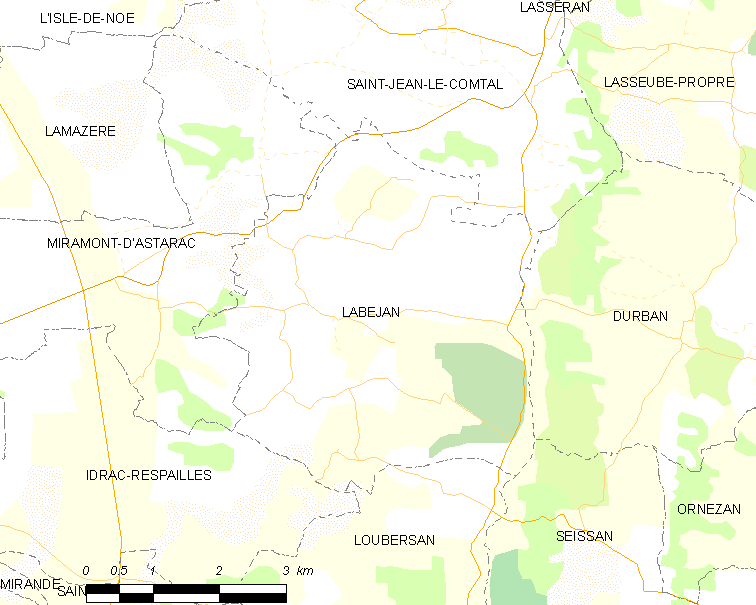
Mapa de la comuna de Labejan

## Administració
| Període | Identitat       | Partit |
| ------- | --------------- | ------ |
| 2001-   | Patrick Yvernes |        |

## Demografia
| 1962                                       | 1968 | 1975 | 1982 | 1990 | 1999 | 2006 |
| ------------------------------------------ | ---- | ---- | ---- | ---- | ---- | ---- |
| 290                                        | 273  | 224  | 229  | 255  | 259  | 302  |
| Des de 1962: població sense dobles comptes |      |      |      |      |      |      |